# Lissonota aequalis
Lissonota aequalis är en stekelart som först beskrevs av Constantineanu 1968.  Lissonota aequalis ingår i släktet Lissonota och familjen brokparasitsteklar. Inga underarter finns listade i Catalogue of Life.